# マルティニ・シャトラール鉄道ABDe2/4 21-22形電車

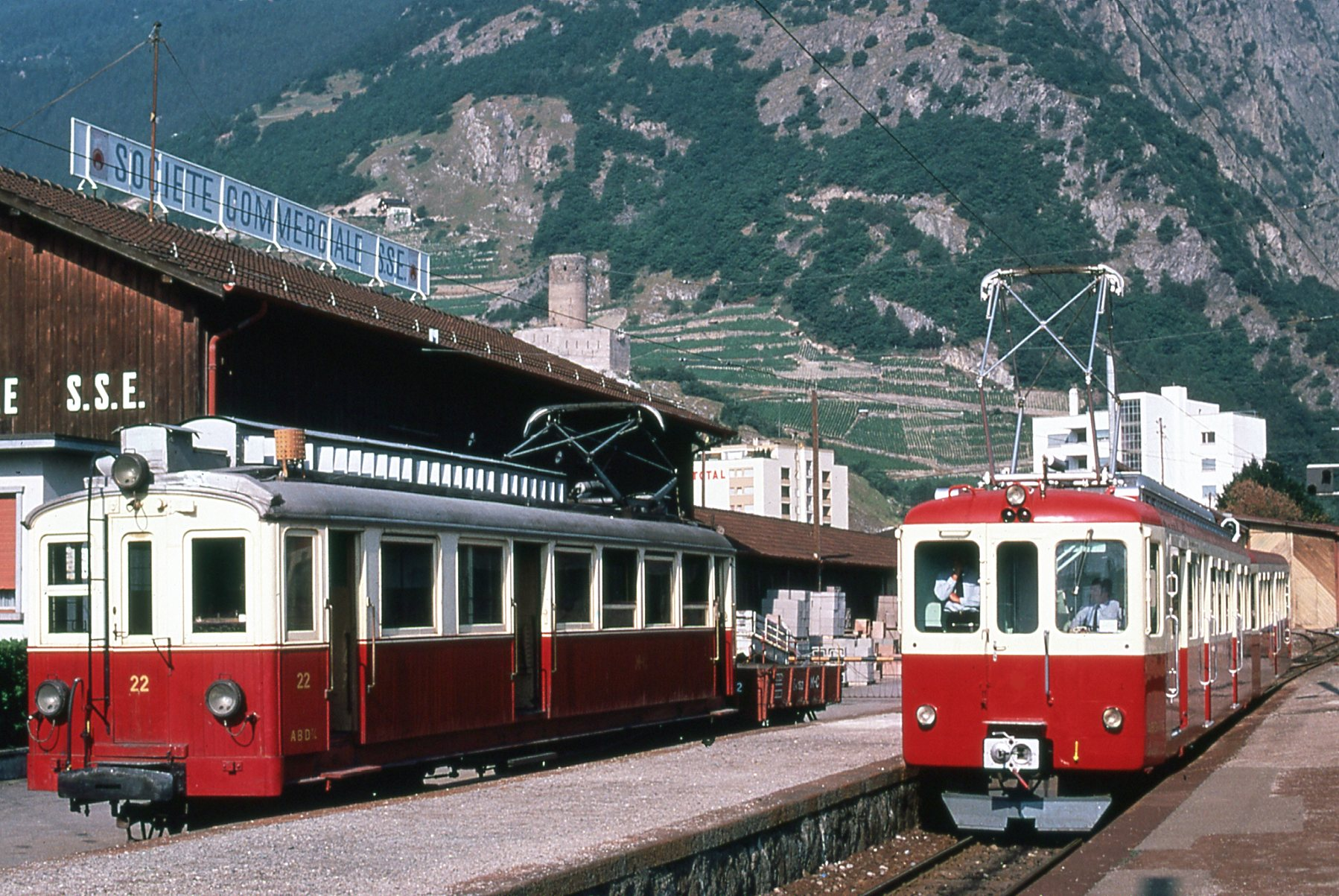
事業用列車として使用されるABDe2/4 22号機（左側）、マルティニー駅

マルティニ・シャトラール鉄道ABDe2/4 21-22形電車(マルティニ・シャトラールてつどうABDe2/4 21-22がたでんしゃ)は、現在ではマルティニ地域交通となっているスイス西部の私鉄であるマルティニ・シャトラール鉄道 （Chemin de fer Martigny–Châtelard (MC)）で使用されていた山岳鉄道用電車である。なお、本形式はBCFe2/4 21-22形として導入されたものであるが、その後の称号改正により、ABFe2/4 21-22形、その後ABDe2/4 21-22形となったものである。

## 概要
1906年-1908年に開業したスイス西部の私鉄であるマルティニ・シャトラール鉄道は、全長18.36km、落石や雪崩の被害低減やトンネル断面積の縮小のため山岳区間では架空線からではなく第三軌条から集電する方式とした山岳鉄道であり、マルティニーからフランス国境近くのシャトラールに至り、国境でフランス側のコル・デ・モンテ線に接続していた。同鉄道は全長約19kmの路線のうち、最急勾配200パーミルのラック区間は約2.5kmのみで、残りの区間は最急勾配70パーミルの粘着式鉄道であり、接続する最急勾配90パーミルのコル・デ・モンテ線のシャモニー＝モン＝ブラン方面への直通運転も視野に入れて建設された路線であった。このような状況から、マルティニ・シャトラール鉄道では開業に際し、ラック式の駆動装置を持つ機材として、当時の標準的な2軸のラック式/粘着式併用の小型電気機関車であるHGe2/2形の2-3号機と、ラック式/粘着式併用で制御車1両を牽引可能なBCFe4/4 1...15形（後のABDeh4/4 1...15形）との計10機の動力車の導入と並行して、区間列車用にラック式駆動装置を持たない粘着区間専用の電車を導入することとなり、2機が用意された電車が本項で述べるBCFe2/4 21-22形（後のABDe4/4 21-22形）である。本形式は、BCFe4/4 1...15形と同じデザインと基本構造で、若干全長を短くし、客室を3等室（称号改正後の2等室）主体とした機体となっているほか、ラック区間ではラック式電車と編成を組んで運用することを可能とするため、台車内にラック区間で使用するブレーキ用のピニオンを装備していたことが特徴であった。
本形式と同時に導入されたBCFe4/4 1...15形ラック式電車は2軸ボギー台車を使用したラック式電車としてはスイス最初期の機体の一つであり、1つの車軸にラック式と粘着式の駆動装置を両方組み込んで1基の電動機で駆動する駆動装置を装備して1台車当たり動軸、ピニオンともに2軸ずつを駆動する、より近代的な方式の2軸ボギー台車を初めて採用していた。一方、本形式は軸距1800mmの2軸ボギー台車に70パーミルの粘着区間に対応するための動軸2軸および駆動装置と、200パーミルのラック区間に対応するブレーキ用ピニオンをコンパクトに装備するために、1908-09年に同じ地方に開業した全長12.9km、最急勾配135パーミルのモンテイ-シャンペリ-モルジャン鉄道が導入したBCFeh4/4 1...6形などに採用された、2軸ボギー台車の片側の車軸にラック式の駆動装置を、もう片側の車軸に粘着式の駆動装置を装荷し、その駆動力をサイドロッドを通じて反対側の車軸へ伝達して1台車当たり粘着式の動軸2軸とラック式のピニオン1軸を駆動する方式の台車をベースとして、ここからラック式の駆動装置の主電動機と歯車箱を省略してピニオンをブレーキ用とした台車を採用していることが特徴であった。
本形式は台車をSLM、車体をSWS、電機部分、主電動機はCIEM、11-15号機はMFOが担当して製造され、1時間定格出力110kWを発揮し、基本的には単行で運転されることを想定した機体であった。なお、本形式は当初の形式がBCFe2/4形であったが、1956年の称号改正によってそれまでの2等室、3等室が1等室、2等室となってそれを表す形式記号もそれぞれ"B"および"C"から"A"および"B"となってABFe2/4形となり、その後1962年の称号改正では荷物室を表す形式記号が"F"から"D"に変更されてABDe2/4形となっている。また、通常スイスの動力車は形式称号に"動軸数/総軸数"を表記しているが、本形式は当初は主電動機を直接装荷した側の車軸のみを動軸とみなして"2/4"と表記していたほか、1980年に1等室の運用が廃止されて全室2等室とされており、車体表記等に変更はないものの実質的にはBDe2/4形となっており、文献等によってはこの形式名で表記されることもある。各機体の機番と製造年月日、製造所は下記のとおりである。
- 21 - 1908年 - SWS/SLM/CIEM
- 22 - 1908年 - SWS/SLM/CIEM

## 仕様

### 車体
- 車体台枠は溝形鋼などの型鋼で構成された鋼材リベット組立式のトラス棒付台枠で、その上に木製の車体骨組および屋根を載せて前面および側面腰板は縦羽目板張りとし、屋根は屋根布張り、床および内装も木製としている。車体は両運転台式で、側面前後端部を左右に絞った形状としている。また、窓下および窓枠、車体裾部に型帯が入るほか、窓類は下部左右隅部R無、上部左右隅部はR付きの形態となっている。
- 正面は平面構成の3面折妻で、中央に貫通扉、その左右に正面窓を配置し、貫通扉上部と正面窓下部左右に外付式の丸形前照灯が配置されるスタイルである。連結器はねじ式連結器で緩衝器は台枠端梁中央に設置、フックは緩衝器下部の台枠下に取付られている。運転室を兼ねた乗降デッキ内左側にはマスターコントローラーが、右側にブレーキハンドルおよび手ブレーキハンドルが設置され、運転士は状況に応じて室内を移動しながら運転を行う。
- 車体内は後位側から運転台を併設した乗降デッキ、2等室（称号改正後の1等室）、荷物室、3等室（後の2等室）、運転台を併設した乗降デッキの配列となっており、窓扉配置1D11D4D1（乗降デッキ窓-乗降扉-2等室窓-荷物室窓-荷物室扉-3等室窓-乗降扉-乗降デッキ窓）となっている。同時に導入されたBCFe4/4 1...15形と比較して全長が短縮されたため、運転室が乗降デッキと共用となり、代わりにBCFe4/4 1...15形では設置されていなかった乗降扉が設置されている。また、側面乗降口には固定ステップと折畳みステップ各1段が設置され、乗降扉と荷物室扉は片引戸で戸袋はなく、室内にそのまま引込まれるほか、各窓は木枠の大型の下落とし窓となっている。
- 屋根上は前位側車体端部に弓型のビューゲル1基が、大型の主抵抗器を搭載しており、後年になって集電装置がビューゲルから菱形のパンタグラフに換装されている。また、床下には主制御器、ブレーキ用の電動空気圧縮機と空気タンク、ブレーキシリンダ、電動発電機と蓄電池などを搭載している。
- 客室は3等室、2等室ともに2+2列の4人掛の固定式クロスシートを配置しており、区間列車用であるため2等室は最低限として3等室はBCFe4/4 1...15形よりも拡大されており、座席定員は3等室は4ボックスの配置で計32名、2等室が1ボックスのみの8名で、座席は3等室のものが木製ニス塗りのベンチシート、2等室のものはクッション・肘掛付のものとなっている。室内は天井は白、側および妻壁面は木製ニス塗り、荷棚は鉄棒とニス塗り木材を使用したもので座席上に枕木方向に設置されている。また、荷物室内にも折畳式の補助座席4名分が設置されている。
- 塗装
  - 製造時の車体塗装は濃茶色をベースに車体型帯を黒として窓および乗降口枠に白の縁取りを入れたもので、側面下部中央に「MARTIGNY CHATLARD」の、車端部に形式名と機番、乗降口横部に客室等級のローマ数字および座席定員、正面貫通扉下部に機番がそれぞれ入っており、社名と客室等級は影付き文字となっている。なお、車体台枠、床下機器と台車は黒、屋根および屋根上機器はグレーである。
  - その後1950年代にはマルティニ・シャトラール鉄道の標準塗装の変更にともない、台枠と車体下半部を赤色、上半部をクリーム色としてその境界の車体型帯部に赤色の極細帯を入れたものとなり、表記類は基本的に同様であるが文字フォントが太いものが使用されているほか、ローマ数字がアラビア数字に変更されている。
  - さらにその後に塗装はそのままながら表記類が簡略化され、側面中央下部に”M-C”の文字、乗降口横部に客室等級表記、側面左側乗務員室下部に形式名が、側面下部乗務員室部と正面貫通扉下部に機番がそれぞれ入るものとなっている。

### 走行機器
- 制御方式は抵抗制御で、各台車1台ずつ計2台の直流直巻整流子電動機を搭載しており、運転室内に設置されたマスターコントローラーと主制御器によって主抵抗器の切替および、主電動機の直列および並列の切替を行う方式となっており、主抵抗器は屋根上に自然冷却式のものを搭載しているが、基本的に単行での運転を想定していたため、BCFe4/4 1...15形で装備されていた重連総括制御機能は装備されていない。主電動機はCIEM製の自然冷却式のものを2台搭載して、1時間定格出力110kWの性能を発揮して基本的には単行で運行されていたが、マルティニー付近の平坦線区では数両の貨車などを牽引することも可能であった。
- ブレーキ装置は主制御器と主抵抗器による発電ブレーキおよび、ウエスティングハウス[14]式自動空気ブレーキ、蓄電池を電源とする電磁吸着ブレーキ、手ブレーキを装備する。基礎ブレーキ装置は動輪の片押し式踏面ブレーキおよびブレーキ用ピニオンの左右両側に併設したブレーキドラムの両抱式ブレーキを装備しており、自動空気ブレーキは踏面ブレーキおよびピニオンのバンドブレーキのそれぞれに作用することとして、ブレーキシリンダはそれぞれ1基ずつを車体床下に取付けて手ブレーキもこれに対応する形で2組設置されているほか、電磁吸着ブレーキは各台車中央下部に装架されている。
- 主電動機は車体端側の動輪の車軸内側に吊掛式に装荷されており、主電動機から減速比66:13=5.08で1段減速して主電動機側動軸に伝達され、車体中央側のブレーキピニオン設置側動軸には動軸外側に設置されたクランクとサイドロッドで伝達をしている。
- 台車は型鋼や鋳造品などの部材をボルトおよびリベット組立とした板台枠、軸距1800mmのラック式台車で、軸箱支持方式は軸箱守式、牽引力伝達は球面心皿から台枠へ伝達される方式で軸ばねはコイルバネと重ね板ばね、枕ばねを重ね板ばねとしている。なお、各動輪には砂撒き装置が装備されており、砂箱はサイドロッドを避けるために台車枠内側に設置されているほか、軌道中心から1085mm、軌道面上230mmの位置に設けられている第三軌条からの集電に用いる集電靴を設置しているが、同じくサイドロッドを避けるために台車端部に装架されている。動輪は10本スポークのスポーク車輪でクランクとカウンターウエイト付、主電動機装備側の動輪軸には駆動装置の大歯車が、ブレーキピニオン装備側の動軸には中央にラックレール1条のシュトループ式[15]用のピニオンがフリーで回転できるようにはめ込まれており、このピニオンの左右にはブレーキ用のドラムが併設されている。

### 主要諸元
- 軌間：1000mm
- 電気方式：DC750V架空線および第三軌条式（1957年以降DC850V）
- 軸配置：B'B'
- 最大寸法：全長14500mm、車体幅2700mm
- 軸距：1800mm
- 台車中心間距離：8000mm
- 動輪径：964mm
- ブレーキピニオン有効径：700mm
- 自重：23.1t
- 定員：2等座席8名、3等座席32名、折畳席4名
- 走行装置
  - 主電動機：直流直巻整流子電動機×2台（定格：出力110kW）
  - 減速比：5.08
- 最高速度：45km/h
- ブレーキ装置：発電ブレーキ、自動空気ブレーキ、電磁吸着ブレーキ、手ブレーキ

## 運行・廃車
- マルティニ・シャトラール鉄道線は軌間1000mm、開業当初は全長19.072km、その後1931年に路線改良[16]されて18.363km、最急勾配は粘着区間で70パーミル、シュトループ式のラック区間で200パーミルの路線であり、1906年にマルティニー - ル・シャトラール＝フロンティエール間18.8km（当時）が開業し、1908年にはル・シャトラール＝フロンティエール - スイス/フランス国境間0.29kmが開業して同じくフランス国内のヴァロルイーネから国境まで路線を延長したコル・デ・モンテ線と接続している。開業時には直流750V、1957年以降は直流850Vで電化されており、山岳部のヴェルネイヤーズ - ル・シャトラール＝フロンティエール間では第三軌条からの集電としていたが、道路横断者等の安全確保のため、1991年-1997年にかけてフィンハウト - ル・シャトラール＝フロンティエール間、サルヴァン - ル・トレティアン間が架線集電に変更されている。この路線はローヌ川沿いでスイス国内、イタリア、フランス方面への街道が交差する古くからの交通 の要衝で、スイス国鉄の主要幹線ローザンヌ - ブリーク線のマルティニー駅に隣接する標高467mのマルティニ・シャトラール鉄道マルティニー駅を起点として、ヴェルネイヤーズからサルヴァンまでは総延長約2.5kmの200パーミルのラック区間で、サルヴァン以降は最急70パーミルの粘着区間で同じくローヌ川から分かれたトリアン川に沿って西方にトリアンの谷を遡り、フィンハウトで路線最高の1224m地点を過ぎ、引き続き最急70パーミルの粘着区間で、名を変えたオー・ノワール川に沿って標高1115mのル・シャトラール＝フロンティエールに至り、そこからスイス/フランス国境を越えてヴァロルイーネに至っている。
- 国境のフランス側のコル・デ・モンテ線は当初パリ・リヨン・地中海鉄道[17]、現在ではフランス国鉄により運営されている、軌間1000mm、最急勾配90パーミルの全線粘着式、第三軌条集電の山岳路線であり、フランス国鉄の標準軌路線に接続するサン＝ジェルヴェ＝レ＝バン・ル＝ファイエからモンブラン山麓のリゾート地であるシャモニー＝モン＝ブラン、ヴァロルイーネを経由してスイス/フランス国境へ至っている。なお、同鉄道は1950年代まで架線電圧が600Vであり、全線の直通運転は1997年に両鉄道のBDeh4/8 21-22形およびZ800形によるモンブラン急行の運行が開始されるまで行われていなかった。
- 開業当初は5月から8月までの夏季のみの運行であり、冬季の運行開始は1931年から実施されることとなり、以降スノーシェッドや除雪車を徐々に整備している。
- 本形式は開業後マルティニ・シャトラール鉄道の全線で主に旅客列車として単行で運行されていたが、BCFe4/4 1...15形との重連でラック区間を通過列車として運用されることもあった。1908年のダイヤでは旅客列車は1日あたり全線直通列車としてマルティニー - ル・シャトラール＝フロンティエール - ヴァロルイーネ間が6往復、区間列車としてマルティニー - サルヴァン間とフィンハウト - ヴァロルイーネ間がそれぞれ1往復の運転であり、本形式はこの区間列車に使用されている。なお、貨物列車は主にGe2/2形とABDeh4/4 31-32形が牽引していたが、本形式もマルティニー - ヴェルネイヤーズ間などの平坦線では2軸貨車を牽引した列車で運行されている。運転速度は、平坦線のマルティニー - ヴェルネイヤーズ間が17km/h、サルヴァン - ヴァロルイーネ間の70パーミルの粘着区間が12-18km/h、最高運転速度は前記の区間でそれぞれで25km/h、20km/hあった。
- 1957年-1964年に新しい軽量車体を持つラック式電車であるABDeh4/4 4-8形（後のBDeh4/4 4-8形）電車と、これと編成を組むBt 63-68形制御客車が導入されて本形式は順次代替されており、ABFe2/4 21号機が1957年に廃車となり、ABDe4/4 22号機は1990年まで事業用としてマルティニー - ヴェルネイヤーズ間で貨車を牽引したり、両駅構内の入換用として使用されていたがその後廃車となっている。なお、このころのABDe2/4 22号機は電磁吸着ブレーキや集電靴など一部装備が撤去されていた。各機体の廃車年は以下の通り。
  - 21 - 1957年
  - 22 - 1990年